# كيوتو (محافظة)
محافظة كيوتو (باليابانية: 京都府، كيوتو-فو) إحدى محافظات اليابان، تقع في منطقة كينكي، جنوب جزيرة هونشو. عاصمتها مدينة كيوتو.

## توأمة
لكيوتو (محافظة) اتفاقيات توأمة مع كل من:
- شنشي (16 يوليو 1983 - )[16]
- يوغياكارتا (16 يوليو 1985 - )[16]
- أوكلاهوما (20 سبتمبر 1985 - )[16]
- لينينغراد أوبلاست (4 نوفمبر 1994 - )[16]
- إدنبرة (29 أغسطس 1997 - )[16]
- أوسيتاني (10 يونيو 2015 - )[17]
- كيبك (26 مايو 2016 - )[18]

## معرض صور

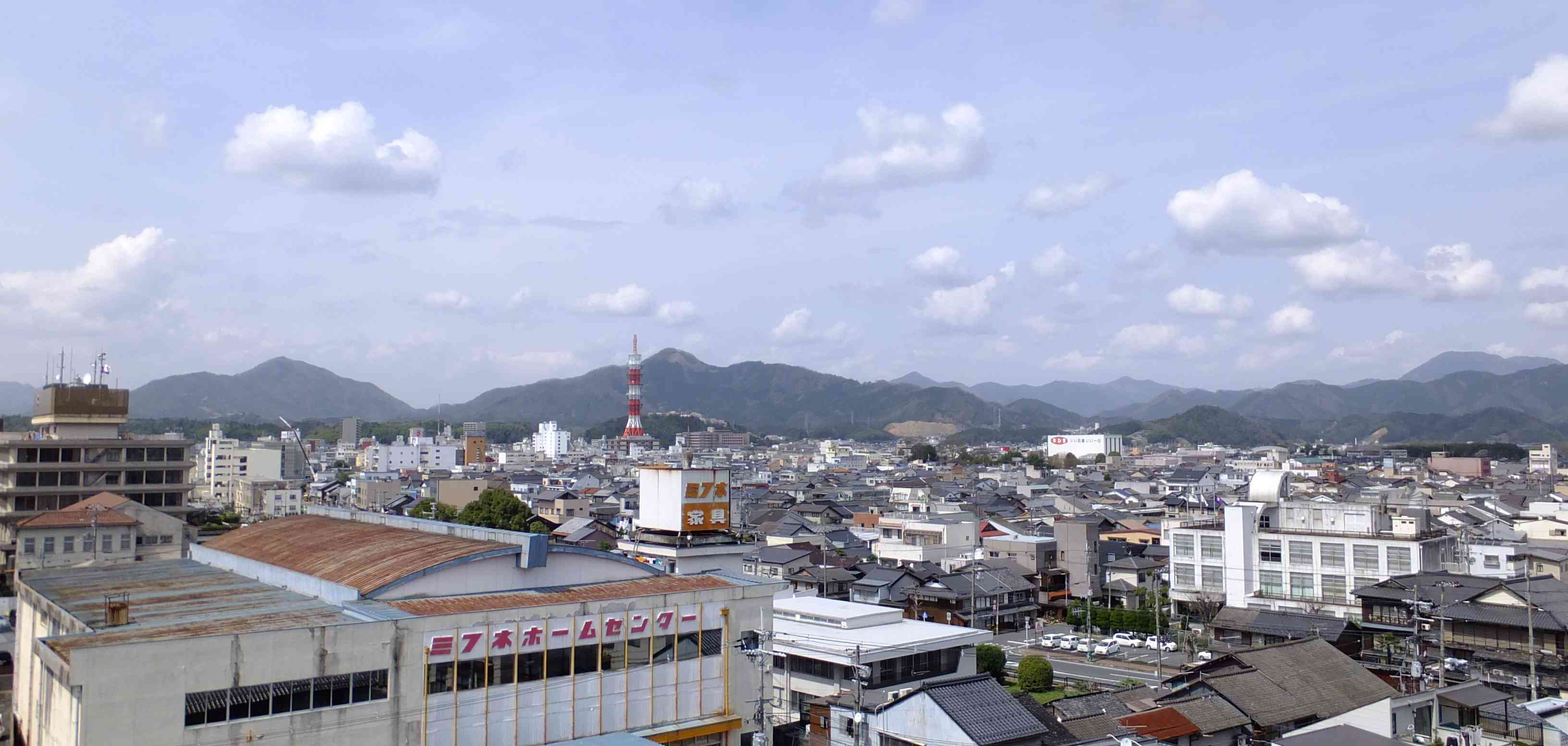
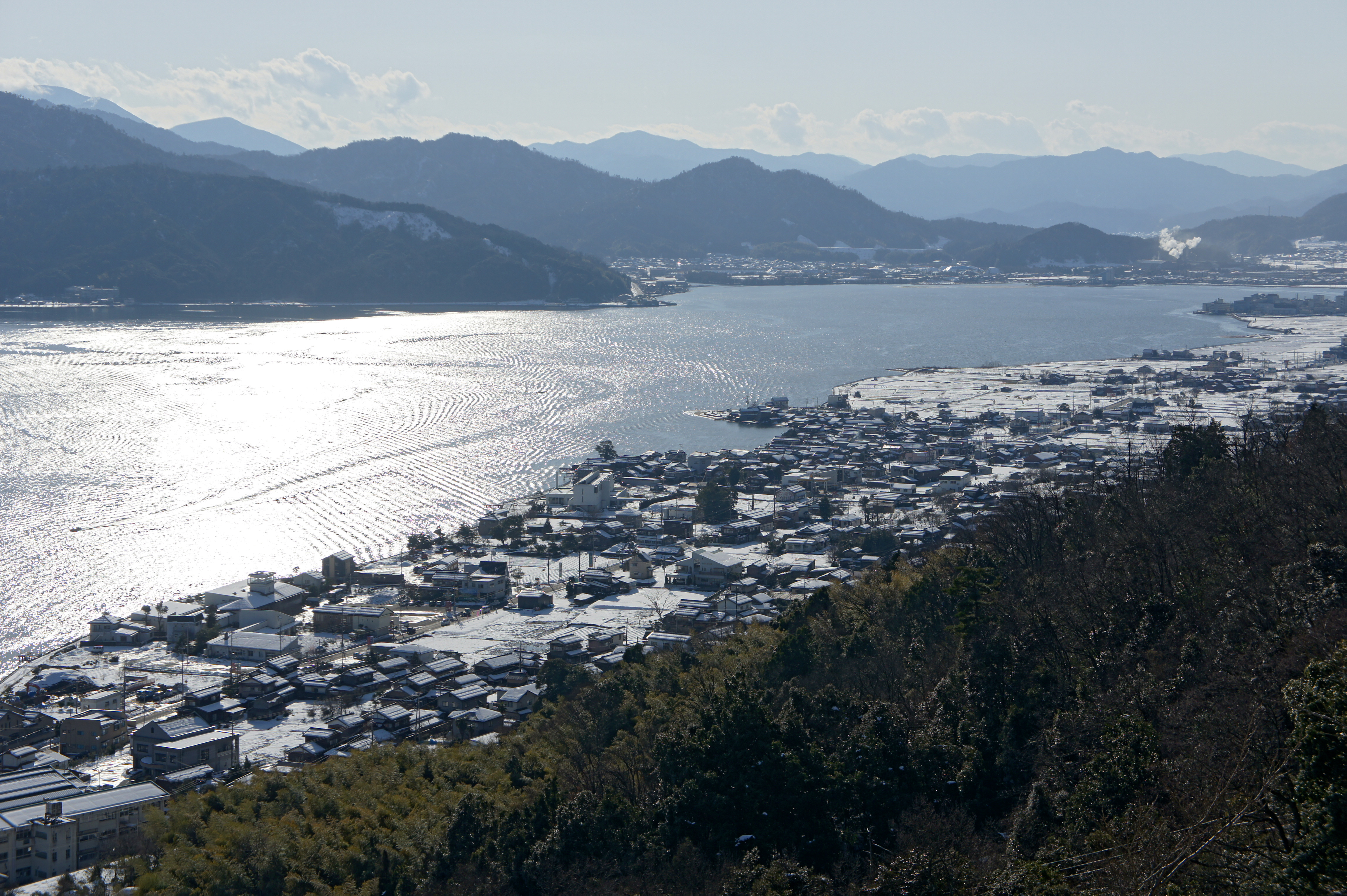
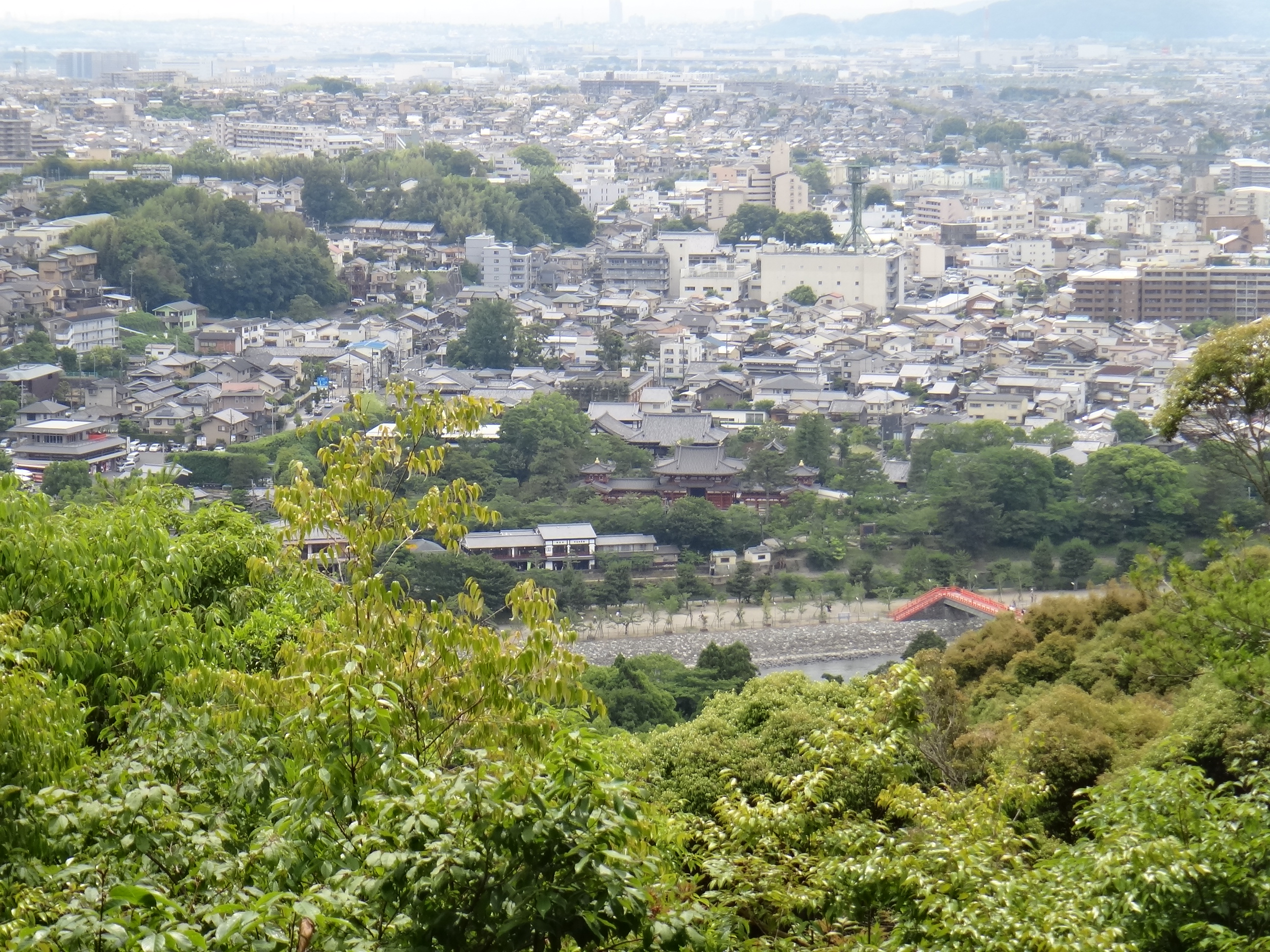
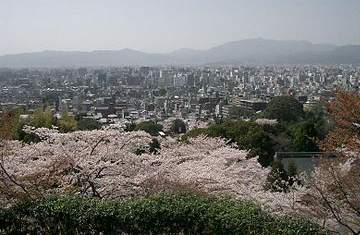

## أعلام
- يوكو ناكازاوا
- كينتو شيراتاني
- بونإجي كيمورا
- كاورو موريموتو
- دايسوكي ايتو
- تاكويا موجوروما
- هيروكي أدزوما